# Liste der türkischen Botschafter in Kamerun
Der Botschafter leitet die Botschaft in Yaoundé.
| Ernennung Akkreditierung | Botschafter      | Bemerkung | Ministerpräsident der Türkei | Premierminister von Kamerun | Posten verlassen |
| ------------------------ | ---------------- | --- | ---------------------------- | --------------------------- | ---------------- |
| 11. Jan. 2010            | Atılay Ersan     | | Recep Tayyip Erdoğan         | Philémon Yang               | 1. Juli 2012     |
| 1. Juli 2012             | Ömer Faruk Doğan | (* 15. Juli 1964 in Gümüşhane) 1977–1980: Abitur am Tevfik Fikret Lisesi in Ankara, 1982–1985: Bachelor der Landwirtschaft der Universität Ankara, 1982–1984: Aufbaustudium am Institut national agronomique Paris Grignon, 1985–1988: Master der Universität Ankara, 1985–1990: Wissenschaftlicher Mitarbeiter in der Abteilung Haushalt, 1988: Fortbildungsprogramm, die EU-Agrarpolitik, Universität Paris, 1999–2002: Nachrücker in der Ständigen Vertretung der Türkei in der Europäischen Union, 1998–1999: Abteilungsleiter für Pflanzenschutz, 1997–1999: „Hazelnut Promotion Group“ Präsident und Gründungsmitglied, 1997–1998: UN-Fachausschuss Vorsitzender im „Internationalen Olivenölrat“ in Madrid, 1997: Mitglied in der Hazelnut Promotion Group, 1994–1998: In der Abteilung Landwirtschaft beschäftigt, 1990–1993: Gesandtschaftsrat in Bonn, Mai 2000: Kandidat für den "Internationalen-Goldene-Trockenfrüchte-Preis", September 2009 – Juni 2012: Nachrücker für den Posten des ständigen Vertreters bei der Europäischen Union in Brüssel, Januar 2003–2004: In Ankara mit der Exportförderung beschäftigt, 2005–2007: Abteilung Normung für die Außenwirtschaft, 2005: In den Foren der Vereinten Nationen zur Förderung des Nussabsatzes unterwegs, 2006–2009: Vorsitzender von TÜRKAK türkische Akkreditierungsagentur, Mai 2005–2008: Leitungsgremium des Türk Standardları Enstitüsü, Juni 2005: Mitglied im türkisch-russischen Joint Investment Ltd. TSE-Sojuztest Messtechnik und Kalibrierung | Recep Tayyip Erdoğan         | Philémon Yang               | 10. Feb. 2015    |